# NP Геркулеса
NP Геркулеса (лат. NP Herculis) — одиночная переменная звезда в созвездии Геркулеса на расстоянии (вычисленном из значения параллакса) приблизительно 10642 световых лет (около 3263 парсек) от Солнца. Видимая звёздная величина звезды — от менее +15,5m до +12,2m.
Открыта Отто Моргенротом в 1934 году*.

## Характеристики
NP Геркулеса — красный гигант, углеродная пульсирующая переменная звезда, мирида (M) спектрального класса C6,3e(N), или C5,3e, или C(N). Радиус — около 238,24 солнечного, светимость — около 7185,712 солнечной. Эффективная температура — около 3443 K.